# Sessiemuzikant
Een sessiemuzikant is een virtuoos musicus, meestal een multi-instrumentalist en kundig in verschillende genres, die in staat is aan jamsessies met beroepsartiesten deel te nemen, om door improvisatie nieuw materiaal te componeren dan wel arrangementen op bestaande muziek uit te denken en te perfectioneren.
Ook kunnen sessiemuzikanten ingehuurd worden voor live concerten van andere artiesten, zoals Jimmy Page en  Steve Lukather die bij verschillende live optredens van andere muziekgroepen speelden voordat ze bij het grote publiek bekend werden met respectievelijk Led Zeppelin en Toto.
Een sessiemuzikant is meestal, maar niet altijd, tevens een studiomuzikant. Ze worden niet vaak bekend bij het grote publiek.

## Voorbeelden
- The Funk Brothers
- The Wrecking Crew